# Methyl cyanoacrylate
Methyl cyanoacrylate (MCA) là một hợp chất hữu cơ chứa nhiều nhóm chức năng, một este metyl, một nitril và một alkene. Đây là chất lỏng không màu, có độ nhớt thấp. Nó được sử dụng chủ yếu như là thành phần chính của keo cyanoacrylate. Nó có thể gặp dưới nhiều tên thương mại. Methyl cyanoacrylate ít gặp hơn ethyl cyanoacrylate.
Nó hòa tan trong axeton, methyl ethyl ketone, nitromethane, và dichloromethane. MCA polyme hóa nhanh chóng trong sự tham gia của độ ẩm.

## Độ an toàn
Làm nóng polymer gây ra hiện tượng phân hủy MCA đã được xử lý, tạo ra các sản phẩm khí gây kích ứng mạnh cho phổi và mắt. Đối với nghề nghiệp tiếp xúc với MCA, Viện An toàn và Sức khoẻ Nghề nghiệp khuyến cáo người lao động không vượt quá mức phơi nhiễm trên 8 ppm (8 mg / m 3) trong một khoảng thời gian 8 tiếng hoặc hơn 4 ppm (16 mg / m3) trong một khoảng thời gian ngắn tiếp xúc lâu dài.